# 追凶者也
《追凶者也》（英語：Cock and Bull），是曹保平执导的一部中国剧情片，张天辉、阳建军和曹保平联合编剧，刘烨、张译、王子文、段博文、谭卓、颜北主演。2016年9月14日在中国上映。刘烨获得第19届上海国际电影节最佳男演员奖。

## 剧情
在中国云南村庄的一件凶杀案，将宋老二、王友全、董小凤等多人的命运联系在了一起。故事采用非直线叙事手法，分为5个章节来分别讲述。
摩的司机被杀，汽修工宋老二被当作嫌疑人成为警方的调查对象，只因死者的老婆说宋老二与她老公有过矛盾。宋老二为摆脱嫌疑人身份，就想尽快查出真凶。宋发现了目前骑被害人摩托车的是一个名叫王友全的年轻混混，于是就独自去王友全所住的村里亲手抓他，却被那人跑了。宋从一个人口中得知，得知王友全有一个名叫杨淑华的女朋友住在县城，就去找杨淑华询问她男友的下落并告知她男友为了一辆摩托车杀了人。后来王友全要乘大巴逃跑到广州，杨淑华就怀疑她男友真的杀了人。就在乘车的路上，杨通过电话询问了王，王才知道他被当作了杀人凶手，于是他急忙下车返回去告诉女友说自己并没杀人，摩托车只是自己在路上发现没人在旁边才偷偷骑走的。
夜总会领班董小凤是一名杀手，他要杀的对象就是宋老二，可是由于他本人并不认识宋，阴差阳错地却杀了一位在宋老二的汽修店修车的摩的司机，本以为任务结束后就可以和女友阿萍好好生活在一起了，之后被雇佣者告知他杀错了人，于是他决定要再干一次，可还是没成功。同时董还想从王友全拿回自己的外套、存折、照片等物品（当时放在摩托车后座上），可王友全已把这些物品都交给了宋老二，尽管王被董抓走并受到了一些折磨，但后来还是逃走了。宋老二通过杀手遗留下的照片，怀疑到了一个人，那个人就是雇佣董小凤的一个同村人（宋老二与他合过影，杀手拿的就是合影照），经过交谈得知，由于宋老二不愿意迁移祖坟，影响到了许多当地人尤其是一些厂商的利益，这才引来了杀身之祸。董小凤此时绑架了宋的儿子以实现目标，但却被宋的儿子用枪打伤了。
最后狼狈不堪的董小凤在一个夜晚去找女友，最后被警察包围并被击毙。

## 角色
- 刘烨 饰 宋老二
- 张译 饰 董小凤
- 段博文 饰 王友全
- 王子文 饰 杨淑华
- 谭卓 饰 萍姐
- 颜北 饰
- 王砚辉 饰
- 孙磊 饰

## 创作
影片根据贵州“六盘水农民五兄弟千里追凶事件”改编而成，曹保平称《追凶者也》有向自己十年前的处女作《光荣的愤怒》致敬之意。

## 反响
网易影评：“总结这次曹保平的表现，《追凶者也》更娱乐而非更作者，更强调塑造人物而非一味制造戏剧冲突。当然随之而来的副作用也包括诸如戏谑有余、深刻不足，以及结尾的草草收场，但单就拍摄一部娱乐大众的黑色幽默电影而言，《追凶者也》无疑是成功的，放在阵痛明显的2016年中国电影市场，也足以鹤立鸡群了。”
中国大陆首周5天收获7860万人民币列第三位，最终累计1.35亿。